# Lista över fornlämningar i Uppsala kommun (Rasbo)
Lista över fornlämningar i Uppsala kommun (Rasbo) är en förteckning av ett urval av de fornlämningar som finns i Rasbo i Uppsala kommun.
| Namn                              | Lämningstyp                      | Tillkomsttid | Historisk indelning | Plats | Läge                 | ID-nr          | Bild                                      |
| --------------------------------- | -------------------------------- | ------------ | ------------------- | ----- | -------------------- | -------------- | ----------------------------------------- |
| Rasbo 1:1                         | Stensättning                     |              | Rasbo, Uppland      |       | 59.960574, 17.897155 | 10026200010001 | Ladda upp en bild av detta fornminne      |
| Rasbo 2:1                         | Gravfält                         |              | Rasbo, Uppland      |       | 59.957987, 17.897919 | 10026200020001 | Ladda upp en bild av detta fornminne      |
| Rasbo 4:1                         | Gravfält                         |              | Rasbo, Uppland      |       | 59.959615, 17.896219 | 10026200040001 | Ladda upp en bild av detta fornminne      |
| Rasbo 7:1                         | Gravfält                         |              | Rasbo, Uppland      |       | 59.958379, 17.889223 | 10026200070001 | Ladda upp en bild av detta fornminne      |
| Rasbo 8:1                         | Stensättning                     |              | Rasbo, Uppland      |       | 59.961329, 17.888077 | 10026200080001 | Ladda upp en bild av detta fornminne      |
| Rasbo 10:1                        | Grav markerad av sten/block      |              | Rasbo, Uppland      |       | 59.965585, 17.884016 | 10026200100001 | Ladda upp en bild av detta fornminne      |
| Rasbo 11:1                        | Stensättning                     |              | Rasbo, Uppland      |       | 59.953830, 17.899222 | 10026200110001 | Ladda upp en bild av detta fornminne      |
| Rasbo 12:1                        | Hög                              |              | Rasbo, Uppland      |       | 59.953074, 17.900390 | 10026200120001 | Ladda upp en bild av detta fornminne      |
| Rasbo 12:2                        | Stensättning                     |              | Rasbo, Uppland      |       | 59.953003, 17.900036 | 10026200120002 | Ladda upp en bild av detta fornminne      |
| Rasbo 13:1                        | Gravfält                         |              | Rasbo, Uppland      |       | 59.952853, 17.898270 | 10026200130001 | Ladda upp en bild av detta fornminne      |
| Rasbo 14:1                        | Stensättning                     |              | Rasbo, Uppland      |       | 59.952514, 17.896965 | 10026200140001 | Ladda upp en bild av detta fornminne      |
| Rasbo 18:1                        | Stensättning                     |              | Rasbo, Uppland      |       | 59.950707, 17.897495 | 10026200180001 | Ladda upp en bild av detta fornminne      |
| Rasbo 18:2                        | Stensättning                     |              | Rasbo, Uppland      |       | 59.950718, 17.897059 | 10026200180002 | Ladda upp en bild av detta fornminne      |
| Rasbo 19:1                        | Gravfält                         |              | Rasbo, Uppland      |       | 59.947909, 17.890374 | 10026200190001 | Ladda upp en bild av detta fornminne      |
| Rasbo 22:1                        | Gravfält                         |              | Rasbo, Uppland      |       | 59.947840, 17.891196 | 10026200220001 | Ladda upp en bild av detta fornminne      |
| U 1006 (Rasbo 22:2)               | Runristning                      |              | Rasbo, Uppland      |       | 59.947760, 17.891040 | 10026200220002 | Ladda upp en till bild av detta fornminne |
| Rasbo 23:1                        | Gravfält                         |              | Rasbo, Uppland      |       | 59.946652, 17.891671 | 10026200230001 | Ladda upp en bild av detta fornminne      |
| Rasbo 27:1                        | Stensättning                     |              | Rasbo, Uppland      |       | 59.944635, 17.888226 | 10026200270001 | Ladda upp en bild av detta fornminne      |
| Rasbo 27:2                        | Stensättning                     |              | Rasbo, Uppland      |       | 59.944583, 17.888455 | 10026200270002 | Ladda upp en bild av detta fornminne      |
| Rasbo 27:3                        | Stensättning                     |              | Rasbo, Uppland      |       | 59.944710, 17.888399 | 10026200270003 | Ladda upp en bild av detta fornminne      |
| Rasbo 30:1                        | Grav- och boplatsområde          |              | Rasbo, Uppland      |       | 59.944431, 17.889982 | 10026200300001 | Ladda upp en bild av detta fornminne      |
| Rasbo 32:1                        | Röse                             |              | Rasbo, Uppland      |       | 59.942756, 17.886557 | 10026200320001 | Ladda upp en bild av detta fornminne      |
| Rasbo 33:1                        | Röse                             |              | Rasbo, Uppland      |       | 59.942288, 17.887444 | 10026200330001 | Ladda upp en bild av detta fornminne      |
| Rasbo 33:2                        | Stensättning                     |              | Rasbo, Uppland      |       | 59.942204, 17.887177 | 10026200330002 | Ladda upp en bild av detta fornminne      |
| Rasbo 33:3                        | Stensättning                     |              | Rasbo, Uppland      |       | 59.942252, 17.888200 | 10026200330003 | Ladda upp en bild av detta fornminne      |
| Rasbo 35:1                        | Gravfält                         |              | Rasbo, Uppland      |       | 59.941016, 17.889628 | 10026200350001 | Ladda upp en bild av detta fornminne      |
| Rasbo 36:1                        | Röse                             |              | Rasbo, Uppland      |       | 59.941467, 17.893691 | 10026200360001 | Ladda upp en bild av detta fornminne      |
| Rasbo 38:1                        | Gravfält                         |              | Rasbo, Uppland      |       | 59.950908, 17.887055 | 10026200380001 | Ladda upp en till bild av detta fornminne |
| U 1008 (Rasbo 39:1)               | Runristning                      |              | Rasbo, Uppland      |       | 59.949387, 17.879706 | 10026200390001 | Ladda upp en bild av detta fornminne      |
| Rasbo 39:2                        | Runristning                      |              | Rasbo, Uppland      |       | 59.949379, 17.879666 | 10026200390002 | Ladda upp en bild av detta fornminne      |
| Rasbo 39:3                        | Runristning                      |              | Rasbo, Uppland      |       | 59.949603, 17.879328 | 10026200390003 | Ladda upp en bild av detta fornminne      |
| U 1001 (Rasbo 39:4)               | Runristning                      |              | Rasbo, Uppland      |       | 59.949600, 17.879496 | 10026200390004 | Ladda upp en bild av detta fornminne      |
| Rasbo 42:1                        | Stensättning                     |              | Rasbo, Uppland      |       | 59.949539, 17.874293 | 10026200420001 | Ladda upp en bild av detta fornminne      |
| Rasbo 43:1                        | Gravfält                         |              | Rasbo, Uppland      |       | 59.948385, 17.874840 | 10026200430001 | Ladda upp en bild av detta fornminne      |
| Rasbo 45:1                        | Gravfält                         |              | Rasbo, Uppland      |       | 59.946996, 17.874968 | 10026200450001 | Ladda upp en bild av detta fornminne      |
| Rasbo 49:1                        | Stensättning                     |              | Rasbo, Uppland      |       | 59.950342, 17.867628 | 10026200490001 | Ladda upp en bild av detta fornminne      |
| Rasbo 49:2                        | Stensättning                     |              | Rasbo, Uppland      |       | 59.950463, 17.867718 | 10026200490002 | Ladda upp en bild av detta fornminne      |
| Rasbo 49:3                        | Stensättning                     |              | Rasbo, Uppland      |       | 59.950150, 17.868102 | 10026200490003 | Ladda upp en bild av detta fornminne      |
| Rasbo 50:1                        | Stensättning                     |              | Rasbo, Uppland      |       | 59.948416, 17.867532 | 10026200500001 | Ladda upp en bild av detta fornminne      |
| Rasbo 50:2                        | Stensättning                     |              | Rasbo, Uppland      |       | 59.948377, 17.867834 | 10026200500002 | Ladda upp en bild av detta fornminne      |
| Rasbo 51:1                        | Hög                              |              | Rasbo, Uppland      |       | 59.948226, 17.869442 | 10026200510001 | Ladda upp en bild av detta fornminne      |
| Rasbo 52:2                        | Stensättning                     |              | Rasbo, Uppland      |       | 59.948170, 17.870891 | 10026200520002 | Ladda upp en bild av detta fornminne      |
| Rasbo 53:1                        | Gravfält                         |              | Rasbo, Uppland      |       | 59.947759, 17.867277 | 10026200530001 | Ladda upp en bild av detta fornminne      |
| Rasbo 54:2                        | Stensättning                     |              | Rasbo, Uppland      |       | 59.951667, 17.865711 | 10026200540002 | Ladda upp en bild av detta fornminne      |
| Rasbo 55:2                        | Stensättning                     |              | Rasbo, Uppland      |       | 59.951505, 17.867691 | 10026200550002 | Ladda upp en bild av detta fornminne      |
| Rasbo 56:1                        | Stensättning                     |              | Rasbo, Uppland      |       | 59.951303, 17.874861 | 10026200560001 | Ladda upp en bild av detta fornminne      |
| Rasbo 57:1                        | Gravfält                         |              | Rasbo, Uppland      |       | 59.952851, 17.874285 | 10026200570001 | Ladda upp en bild av detta fornminne      |
| Rasbo 59:1                        | Gravfält                         |              | Rasbo, Uppland      |       | 59.956028, 17.882801 | 10026200590001 | Ladda upp en bild av detta fornminne      |
| Rasbo 60:1                        | Stensättning                     |              | Rasbo, Uppland      |       | 59.957406, 17.877325 | 10026200600001 | Ladda upp en bild av detta fornminne      |
| Rasbo 60:2                        | Stensättning                     |              | Rasbo, Uppland      |       | 59.957300, 17.877023 | 10026200600002 | Ladda upp en bild av detta fornminne      |
| Rasbo 62:1                        | Stensättning                     |              | Rasbo, Uppland      |       | 59.971413, 17.898071 | 10026200620001 | Ladda upp en bild av detta fornminne      |
| Rasbo 65:1                        | Röse                             |              | Rasbo, Uppland      |       | 59.969611, 17.905565 | 10026200650001 | Ladda upp en bild av detta fornminne      |
| Rasbo 66:1                        | Röse                             |              | Rasbo, Uppland      |       | 59.970142, 17.907547 | 10026200660001 | Ladda upp en bild av detta fornminne      |
| Rasbo 67:1                        | Stensättning                     |              | Rasbo, Uppland      |       | 59.969302, 17.901068 | 10026200670001 | Ladda upp en bild av detta fornminne      |
| Rasbo 69:1                        | Stensättning                     |              | Rasbo, Uppland      |       | 59.963712, 17.899508 | 10026200690001 | Ladda upp en bild av detta fornminne      |
| Rasbo 72:1                        | Stensättning                     |              | Rasbo, Uppland      |       | 59.969774, 17.910690 | 10026200720001 | Ladda upp en bild av detta fornminne      |
| Rasbo 73:1                        | Stensättning                     |              | Rasbo, Uppland      |       | 59.968765, 17.909656 | 10026200730001 | Ladda upp en bild av detta fornminne      |
| Rasbo 76:1                        | Stensättning                     |              | Rasbo, Uppland      |       | 59.966122, 17.912798 | 10026200760001 | Ladda upp en bild av detta fornminne      |
| Rasbo 76:2                        | Stensättning                     |              | Rasbo, Uppland      |       | 59.965919, 17.912924 | 10026200760002 | Ladda upp en bild av detta fornminne      |
| Rasbo 76:3                        | Stensättning                     |              | Rasbo, Uppland      |       | 59.965762, 17.913162 | 10026200760003 | Ladda upp en bild av detta fornminne      |
| Rasbo 76:4                        | Stensättning                     |              | Rasbo, Uppland      |       | 59.965808, 17.913587 | 10026200760004 | Ladda upp en bild av detta fornminne      |
| Rasbo 77:1                        | Stensättning                     |              | Rasbo, Uppland      |       | 59.968428, 17.915327 | 10026200770001 | Ladda upp en bild av detta fornminne      |
| Rasbo 78:1                        | Stensättning                     |              | Rasbo, Uppland      |       | 59.968659, 17.918681 | 10026200780001 | Ladda upp en bild av detta fornminne      |
| Rasbo 79:1                        | Grav- och boplatsområde          |              | Rasbo, Uppland      |       | 59.968715, 17.916216 | 10026200790001 | Ladda upp en bild av detta fornminne      |
| Rasbo 80:1                        | Gravfält                         |              | Rasbo, Uppland      |       | 59.968173, 17.917190 | 10026200800001 | Ladda upp en bild av detta fornminne      |
| Rasbo 81:1                        | Hög                              |              | Rasbo, Uppland      |       | 59.967195, 17.917339 | 10026200810001 | Ladda upp en bild av detta fornminne      |
| Rasbo 83:1                        | Stensättning                     |              | Rasbo, Uppland      |       | 59.965964, 17.917230 | 10026200830001 | Ladda upp en bild av detta fornminne      |
| Rasbo 84:1                        | Stensättning                     |              | Rasbo, Uppland      |       | 59.965103, 17.918175 | 10026200840001 | Ladda upp en bild av detta fornminne      |
| Rasbo 85:1                        | Stensättning                     |              | Rasbo, Uppland      |       | 59.964936, 17.917125 | 10026200850001 | Ladda upp en bild av detta fornminne      |
| Rasbo 85:2                        | Stensättning                     |              | Rasbo, Uppland      |       | 59.964917, 17.916659 | 10026200850002 | Ladda upp en bild av detta fornminne      |
| Rasbo 86:1                        | Stensättning                     |              | Rasbo, Uppland      |       | 59.965675, 17.915522 | 10026200860001 | Ladda upp en bild av detta fornminne      |
| Rasbo 89:1                        | Gravfält                         |              | Rasbo, Uppland      |       | 59.966908, 17.921597 | 10026200890001 | Ladda upp en bild av detta fornminne      |
| Rasbo 93:1                        | Gravfält                         |              | Rasbo, Uppland      |       | 59.964910, 17.922063 | 10026200930001 | Ladda upp en bild av detta fornminne      |
| U 1005 (Rasbo 97:1)               | Runristning                      |              | Rasbo, Uppland      |       | 59.966116, 17.930068 | 10026200970001 | Ladda upp en bild av detta fornminne      |
| Rasbo 99:1                        | Gravfält                         |              | Rasbo, Uppland      |       | 59.960699, 17.920008 | 10026200990001 | Ladda upp en bild av detta fornminne      |
| Rasbo 102:1                       | Gravfält                         |              | Rasbo, Uppland      |       | 59.962356, 17.929271 | 10026201020001 | Ladda upp en bild av detta fornminne      |
| Rasbo 106:1                       | Stensättning                     |              | Rasbo, Uppland      |       | 59.963251, 17.926929 | 10026201060001 | Ladda upp en bild av detta fornminne      |
| Rasbo 106:2                       | Stensättning                     |              | Rasbo, Uppland      |       | 59.963200, 17.926426 | 10026201060002 | Ladda upp en bild av detta fornminne      |
| Rasbo 107:1                       | Gravfält                         |              | Rasbo, Uppland      |       | 59.963240, 17.932679 | 10026201070001 | Ladda upp en bild av detta fornminne      |
| Rasbo 108:1                       | Gravfält                         |              | Rasbo, Uppland      |       | 59.962541, 17.932809 | 10026201080001 | Ladda upp en bild av detta fornminne      |
| Rasbo 110:1                       | Stensättning                     |              | Rasbo, Uppland      |       | 59.965604, 17.934627 | 10026201100001 | Ladda upp en bild av detta fornminne      |
| Rasbo 110:2                       | Stensättning                     |              | Rasbo, Uppland      |       | 59.965710, 17.934500 | 10026201100002 | Ladda upp en bild av detta fornminne      |
| Rasbo 111:1                       | Hög                              |              | Rasbo, Uppland      |       | 59.966266, 17.933911 | 10026201110001 | Ladda upp en bild av detta fornminne      |
| Rasbo 111:2                       | Hög                              |              | Rasbo, Uppland      |       | 59.966482, 17.933989 | 10026201110002 | Ladda upp en bild av detta fornminne      |
| Rasbo 111:3                       | Hög                              |              | Rasbo, Uppland      |       | 59.966801, 17.934265 | 10026201110003 | Ladda upp en bild av detta fornminne      |
| Rasbo 111:4                       | Hög                              |              | Rasbo, Uppland      |       | 59.966901, 17.934843 | 10026201110004 | Ladda upp en bild av detta fornminne      |
| Rasbo 111:5                       | Hög                              |              | Rasbo, Uppland      |       | 59.966290, 17.933508 | 10026201110005 | Ladda upp en bild av detta fornminne      |
| Rasbo 111:6                       | Stensättning                     |              | Rasbo, Uppland      |       | 59.966525, 17.933668 | 10026201110006 | Ladda upp en bild av detta fornminne      |
| Rasbo 111:7                       | Hög                              |              | Rasbo, Uppland      |       | 59.967076, 17.934969 | 10026201110007 | Ladda upp en bild av detta fornminne      |
| Rasbo 111:8                       | Stensättning                     |              | Rasbo, Uppland      |       | 59.967162, 17.934661 | 10026201110008 | Ladda upp en bild av detta fornminne      |
| Rasbo 111:9                       | Stensättning                     |              | Rasbo, Uppland      |       | 59.967308, 17.934672 | 10026201110009 | Ladda upp en bild av detta fornminne      |
| Rasbo 111:10                      | Stensättning                     |              | Rasbo, Uppland      |       | 59.967407, 17.934402 | 10026201110010 | Ladda upp en bild av detta fornminne      |
| Rasbo 114:1                       | Gravfält                         |              | Rasbo, Uppland      |       | 59.942628, 17.903199 | 10026201140001 | Ladda upp en bild av detta fornminne      |
| Rasbo 115:1                       | Stensättning                     |              | Rasbo, Uppland      |       | 59.945758, 17.910452 | 10026201150001 | Ladda upp en bild av detta fornminne      |
| Rasbo 116:1                       | Gravfält                         |              | Rasbo, Uppland      |       | 59.948323, 17.912539 | 10026201160001 | Ladda upp en bild av detta fornminne      |
| Ärtkullen (Rasbo 117:1)           | Gravfält                         |              | Rasbo, Uppland      |       | 59.944539, 17.913727 | 10026201170001 | Ladda upp en bild av detta fornminne      |
| Rasbo 119:1                       | Stensättning                     |              | Rasbo, Uppland      |       | 59.944461, 17.911878 | 10026201190001 | Ladda upp en bild av detta fornminne      |
| Rasbo 123:1                       | Gravfält                         |              | Rasbo, Uppland      |       | 59.942791, 17.919072 | 10026201230001 | Ladda upp en bild av detta fornminne      |
| Rasbo 125:1                       | Gravfält                         |              | Rasbo, Uppland      |       | 59.942849, 17.922985 | 10026201250001 | Ladda upp en bild av detta fornminne      |
| Rasbo 126:1                       | Stensättning                     |              | Rasbo, Uppland      |       | 59.944068, 17.922810 | 10026201260001 | Ladda upp en bild av detta fornminne      |
| Rasbo 126:2                       | Stensättning                     |              | Rasbo, Uppland      |       | 59.943979, 17.922843 | 10026201260002 | Ladda upp en bild av detta fornminne      |
| Rasbo 126:3                       | Stensättning                     |              | Rasbo, Uppland      |       | 59.943998, 17.922580 | 10026201260003 | Ladda upp en bild av detta fornminne      |
| Rasbo 126:4                       | Stensättning                     |              | Rasbo, Uppland      |       | 59.944110, 17.922323 | 10026201260004 | Ladda upp en bild av detta fornminne      |
| Rasbo 128:1                       | Hög                              |              | Rasbo, Uppland      |       | 59.943523, 17.925944 | 10026201280001 | Ladda upp en bild av detta fornminne      |
| Rasbo 128:2                       | Stensättning                     |              | Rasbo, Uppland      |       | 59.943857, 17.926110 | 10026201280002 | Ladda upp en bild av detta fornminne      |
| Rasbo 128:3                       | Stensättning                     |              | Rasbo, Uppland      |       | 59.943831, 17.926602 | 10026201280003 | Ladda upp en bild av detta fornminne      |
| Rasbo 129:1                       | Stensättning                     |              | Rasbo, Uppland      |       | 59.942228, 17.927344 | 10026201290001 | Ladda upp en bild av detta fornminne      |
| Rasbo 130:1                       | Stensättning                     |              | Rasbo, Uppland      |       | 59.941808, 17.927622 | 10026201300001 | Ladda upp en bild av detta fornminne      |
| Rasbo 131:1                       | Grav- och boplatsområde          |              | Rasbo, Uppland      |       | 59.939702, 17.928300 | 10026201310001 | Ladda upp en bild av detta fornminne      |
| Rasbo 133:1                       | Gravfält                         |              | Rasbo, Uppland      |       | 59.941128, 17.919727 | 10026201330001 | Ladda upp en bild av detta fornminne      |
| Rasbo 134:1                       | Hög                              |              | Rasbo, Uppland      |       | 59.940536, 17.918638 | 10026201340001 | Ladda upp en bild av detta fornminne      |
| Rasbo 134:2                       | Hög                              |              | Rasbo, Uppland      |       | 59.940385, 17.918523 | 10026201340002 | Ladda upp en bild av detta fornminne      |
| Rasbo 134:3                       | Stensättning                     |              | Rasbo, Uppland      |       | 59.940254, 17.918446 | 10026201340003 | Ladda upp en bild av detta fornminne      |
| Rasbo 136:1                       | Stensättning                     |              | Rasbo, Uppland      |       | 59.939847, 17.925775 | 10026201360001 | Ladda upp en bild av detta fornminne      |
| Rasbo 136:2                       | Stensättning                     |              | Rasbo, Uppland      |       | 59.940075, 17.925614 | 10026201360002 | Ladda upp en bild av detta fornminne      |
| Rasbo 137:1                       | Stensättning                     |              | Rasbo, Uppland      |       | 59.939316, 17.925600 | 10026201370001 | Ladda upp en bild av detta fornminne      |
| Rasbo 139:1                       | Gravfält                         |              | Rasbo, Uppland      |       | 59.940055, 17.930906 | 10026201390001 | Ladda upp en bild av detta fornminne      |
| Rasbo 142:1                       | Stensättning                     |              | Rasbo, Uppland      |       | 59.938715, 17.929338 | 10026201420001 | Ladda upp en bild av detta fornminne      |
| Rasbo 144:1                       | Stensättning                     |              | Rasbo, Uppland      |       | 59.933743, 17.921049 | 10026201440001 | Ladda upp en till bild av detta fornminne |
| Rasbo 144:2                       | Terrassering                     |              | Rasbo, Uppland      |       | 59.560195, 17.551536 | 10026201440002 | Ladda upp en till bild av detta fornminne |
| Rasbo 146:1                       | Röse                             |              | Rasbo, Uppland      |       | 59.931898, 17.922328 | 10026201460001 | Ladda upp en till bild av detta fornminne |
| Rasbo 146:2                       | Stensättning                     |              | Rasbo, Uppland      |       | 59.931772, 17.922508 | 10026201460002 | Ladda upp en bild av detta fornminne      |
| Rasbo 146:3                       | Stensättning                     |              | Rasbo, Uppland      |       | 59.932029, 17.922197 | 10026201460003 | Ladda upp en bild av detta fornminne      |
| Rasbo 148:1                       | Röse                             |              | Rasbo, Uppland      |       | 59.928816, 17.926989 | 10026201480001 | Ladda upp en bild av detta fornminne      |
| Rasbo 149:1                       | Gravfält                         |              | Rasbo, Uppland      |       | 59.937228, 17.908144 | 10026201490001 | Ladda upp en bild av detta fornminne      |
| Rasbo 150:1                       | Röse                             |              | Rasbo, Uppland      |       | 59.935054, 17.907952 | 10026201500001 | Ladda upp en bild av detta fornminne      |
| Rasbo 150:2                       | Stensättning                     |              | Rasbo, Uppland      |       | 59.934857, 17.907902 | 10026201500002 | Ladda upp en bild av detta fornminne      |
| Rasbo 152:1                       | Gravfält                         |              | Rasbo, Uppland      |       | 59.933353, 17.908091 | 10026201520001 | Ladda upp en bild av detta fornminne      |
| Rasbo 154:1                       | Stensättning                     |              | Rasbo, Uppland      |       | 59.931364, 17.901505 | 10026201540001 | Ladda upp en bild av detta fornminne      |
| Rasbo 154:2                       | Stensättning                     |              | Rasbo, Uppland      |       | 59.931161, 17.901500 | 10026201540002 | Ladda upp en bild av detta fornminne      |
| Rasbo 154:3                       | Stensättning                     |              | Rasbo, Uppland      |       | 59.931533, 17.901473 | 10026201540003 | Ladda upp en bild av detta fornminne      |
| Rasbo 156:1                       | Stensättning                     |              | Rasbo, Uppland      |       | 59.938549, 17.897145 | 10026201560001 | Ladda upp en bild av detta fornminne      |
| Rasbo 156:2                       | Stensättning                     |              | Rasbo, Uppland      |       | 59.938599, 17.897381 | 10026201560002 | Ladda upp en bild av detta fornminne      |
| Rasbo 159:1                       | Gravfält                         |              | Rasbo, Uppland      |       | 59.936342, 17.887980 | 10026201590001 | Ladda upp en bild av detta fornminne      |
| Rasbo 161:1                       | Stensättning                     |              | Rasbo, Uppland      |       | 59.934098, 17.889224 | 10026201610001 | Ladda upp en bild av detta fornminne      |
| Rasbo 161:2                       | Stensättning                     |              | Rasbo, Uppland      |       | 59.934126, 17.888914 | 10026201610002 | Ladda upp en bild av detta fornminne      |
| Rasbo 161:3                       | Stensättning                     |              | Rasbo, Uppland      |       | 59.934110, 17.888230 | 10026201610003 | Ladda upp en bild av detta fornminne      |
| Rasbo 162:1                       | Stensättning                     |              | Rasbo, Uppland      |       | 59.932648, 17.888968 | 10026201620001 | Ladda upp en bild av detta fornminne      |
| Rasbo 163:1                       | Grav- och boplatsområde          |              | Rasbo, Uppland      |       | 59.932723, 17.890035 | 10026201630001 | Ladda upp en bild av detta fornminne      |
| Rasbo 165:2                       | Stensättning                     |              | Rasbo, Uppland      |       | 59.935461, 17.886078 | 10026201650002 | Ladda upp en bild av detta fornminne      |
| Rasbo 167:1                       | Gravfält                         |              | Rasbo, Uppland      |       | 59.937549, 17.888618 | 10026201670001 | Ladda upp en bild av detta fornminne      |
| Rasbo 168:1                       | Gravfält                         |              | Rasbo, Uppland      |       | 59.939159, 17.891311 | 10026201680001 | Ladda upp en bild av detta fornminne      |
| Rasbo 172:1                       | Gravfält                         |              | Rasbo, Uppland      |       | 59.939643, 17.886650 | 10026201720001 | Ladda upp en bild av detta fornminne      |
| Rasbo 173:1                       | Stensättning                     |              | Rasbo, Uppland      |       | 59.939245, 17.883701 | 10026201730001 | Ladda upp en bild av detta fornminne      |
| Rasbo 175:1                       | Röse                             |              | Rasbo, Uppland      |       | 59.939779, 17.880376 | 10026201750001 | Ladda upp en bild av detta fornminne      |
| Rasbo 175:2                       | Stensättning                     |              | Rasbo, Uppland      |       | 59.939903, 17.880230 | 10026201750002 | Ladda upp en bild av detta fornminne      |
| Rasbo 175:3                       | Stensättning                     |              | Rasbo, Uppland      |       | 59.939615, 17.880254 | 10026201750003 | Ladda upp en bild av detta fornminne      |
| Rasbo 176:1                       | Gravfält                         |              | Rasbo, Uppland      |       | 59.938632, 17.874727 | 10026201760001 | Ladda upp en bild av detta fornminne      |
| Rasbo 177:1                       | Hög                              |              | Rasbo, Uppland      |       | 59.937270, 17.881916 | 10026201770001 | Ladda upp en bild av detta fornminne      |
| Rasbo 177:2                       | Hög                              |              | Rasbo, Uppland      |       | 59.937223, 17.882177 | 10026201770002 | Ladda upp en bild av detta fornminne      |
| Rasbo 177:3                       | Stensättning                     |              | Rasbo, Uppland      |       | 59.937132, 17.882261 | 10026201770003 | Ladda upp en bild av detta fornminne      |
| Rasbo 180:1                       | Gravfält                         |              | Rasbo, Uppland      |       | 59.941962, 17.874760 | 10026201800001 | Ladda upp en bild av detta fornminne      |
| Rasbo 182:1                       | Gravfält                         |              | Rasbo, Uppland      |       | 59.937847, 17.870645 | 10026201820001 | Ladda upp en bild av detta fornminne      |
| Rasbo 209:1                       | Röse                             |              | Rasbo, Uppland      |       | 59.920533, 17.837885 | 10026202090001 | Ladda upp en bild av detta fornminne      |
| Rasbo 209:2                       | Stensättning                     |              | Rasbo, Uppland      |       | 59.920625, 17.837253 | 10026202090002 | Ladda upp en bild av detta fornminne      |
| Rasbo 209:3                       | Stensättning                     |              | Rasbo, Uppland      |       | 59.920711, 17.837872 | 10026202090003 | Ladda upp en bild av detta fornminne      |
| Rasbo 210:1                       | Hög                              |              | Rasbo, Uppland      |       | 59.919879, 17.840003 | 10026202100001 | Ladda upp en bild av detta fornminne      |
| Rasbo 210:2                       | Stensättning                     |              | Rasbo, Uppland      |       | 59.919891, 17.840215 | 10026202100002 | Ladda upp en bild av detta fornminne      |
| Rasbo 210:3                       | Stensättning                     |              | Rasbo, Uppland      |       | 59.920011, 17.840038 | 10026202100003 | Ladda upp en bild av detta fornminne      |
| Rasbo 211:1                       | Hög                              |              | Rasbo, Uppland      |       | 59.919319, 17.838133 | 10026202110001 | Ladda upp en bild av detta fornminne      |
| Rasbo 213:1                       | Gravfält                         |              | Rasbo, Uppland      |       | 59.920418, 17.841325 | 10026202130001 | Ladda upp en bild av detta fornminne      |
| Rasbo 215:1                       | Stensättning                     |              | Rasbo, Uppland      |       | 59.924670, 17.843748 | 10026202150001 | Ladda upp en bild av detta fornminne      |
| Rasbo 219:1                       | Gravfält                         |              | Rasbo, Uppland      |       | 59.922203, 17.848840 | 10026202190001 | Ladda upp en bild av detta fornminne      |
| Rasbo 220:1                       | Stensättning                     |              | Rasbo, Uppland      |       | 59.922775, 17.849970 | 10026202200001 | Ladda upp en bild av detta fornminne      |
| Rasbo 220:2                       | Stensättning                     |              | Rasbo, Uppland      |       | 59.922683, 17.850033 | 10026202200002 | Ladda upp en bild av detta fornminne      |
| Rasbo 221:1                       | Stensättning                     |              | Rasbo, Uppland      |       | 59.923688, 17.850536 | 10026202210001 | Ladda upp en bild av detta fornminne      |
| Rasbo 222:1                       | Gravfält                         |              | Rasbo, Uppland      |       | 59.931748, 17.835926 | 10026202220001 | Ladda upp en bild av detta fornminne      |
| Rasbo 223:1                       | Gravfält                         |              | Rasbo, Uppland      |       | 59.929853, 17.837816 | 10026202230001 | Ladda upp en bild av detta fornminne      |
| Rasbo 225:1                       | Gravfält                         |              | Rasbo, Uppland      |       | 59.930683, 17.834637 | 10026202250001 | Ladda upp en bild av detta fornminne      |
| Rasbo 228:1                       | Gravfält                         |              | Rasbo, Uppland      |       | 59.927021, 17.833975 | 10026202280001 | Ladda upp en bild av detta fornminne      |
| Rasbo 230:1                       | Stensättning                     |              | Rasbo, Uppland      |       | 59.923370, 17.829252 | 10026202300001 | Ladda upp en bild av detta fornminne      |
| Rasbo 230:2                       | Stensättning                     |              | Rasbo, Uppland      |       | 59.923529, 17.829281 | 10026202300002 | Ladda upp en bild av detta fornminne      |
| Rasbo 231:1                       | Stensättning                     |              | Rasbo, Uppland      |       | 59.921543, 17.834486 | 10026202310001 | Ladda upp en bild av detta fornminne      |
| Rasbo 233:1                       | Gravfält                         |              | Rasbo, Uppland      |       | 59.927487, 17.842842 | 10026202330001 | Ladda upp en bild av detta fornminne      |
| Rasbo 234:1                       | Stensättning                     |              | Rasbo, Uppland      |       | 59.928588, 17.849463 | 10026202340001 | Ladda upp en bild av detta fornminne      |
| Rasbo 234:2                       | Stensättning                     |              | Rasbo, Uppland      |       | 59.928620, 17.849603 | 10026202340002 | Ladda upp en bild av detta fornminne      |
| Rasbo 235:1                       | Stensättning                     |              | Rasbo, Uppland      |       | 59.927576, 17.851054 | 10026202350001 | Ladda upp en bild av detta fornminne      |
| Rasbo 236:1                       | Gravfält                         |              | Rasbo, Uppland      |       | 59.928165, 17.860724 | 10026202360001 | Ladda upp en bild av detta fornminne      |
| Rasbo 237:1                       | Gravfält                         |              | Rasbo, Uppland      |       | 59.928701, 17.858019 | 10026202370001 | Ladda upp en bild av detta fornminne      |
| Rasbo 238:1                       | Gravfält                         |              | Rasbo, Uppland      |       | 59.925109, 17.859717 | 10026202380001 | Ladda upp en bild av detta fornminne      |
| Rasbo 240:1                       | Gravfält                         |              | Rasbo, Uppland      |       | 59.923955, 17.858564 | 10026202400001 | Ladda upp en bild av detta fornminne      |
| Rasbo 241:1                       | Stensättning                     |              | Rasbo, Uppland      |       | 59.917982, 17.842539 | 10026202410001 | Ladda upp en bild av detta fornminne      |
| Rasbo 245:1                       | Hällristning                     |              | Rasbo, Uppland      |       | 59.925174, 17.842410 | 10026202450001 | Ladda upp en bild av detta fornminne      |
| Rasbo 248:1                       | Stensättning                     |              | Rasbo, Uppland      |       | 59.910300, 17.849254 | 10026202480001 | Ladda upp en bild av detta fornminne      |
| Rasbo 249:1                       | Stensättning                     |              | Rasbo, Uppland      |       | 59.912799, 17.842746 | 10026202490001 | Ladda upp en bild av detta fornminne      |
| Rasbo 250:1                       | Röse                             |              | Rasbo, Uppland      |       | 59.911552, 17.842249 | 10026202500001 | Ladda upp en bild av detta fornminne      |
| Rasbo 251:1                       | Stensättning                     |              | Rasbo, Uppland      |       | 59.909663, 17.827553 | 10026202510001 | Ladda upp en bild av detta fornminne      |
| Rasbo 252:3                       | Stensättning                     |              | Rasbo, Uppland      |       | 59.910321, 17.835783 | 10026202520003 | Ladda upp en bild av detta fornminne      |
| Rasbo 252:4                       | Stensättning                     |              | Rasbo, Uppland      |       | 59.910562, 17.835797 | 10026202520004 | Ladda upp en bild av detta fornminne      |
| Rasbo 252:5                       | Stensättning                     |              | Rasbo, Uppland      |       | 59.910462, 17.835117 | 10026202520005 | Ladda upp en bild av detta fornminne      |
| Rasbo 252:6                       | Stensättning                     |              | Rasbo, Uppland      |       | 59.909965, 17.835237 | 10026202520006 | Ladda upp en bild av detta fornminne      |
| Rasbo 258:1                       | Stensättning                     |              | Rasbo, Uppland      |       | 59.928649, 17.818215 | 10026202580001 | Ladda upp en bild av detta fornminne      |
| Rasbo 258:2                       | Stensättning                     |              | Rasbo, Uppland      |       | 59.928389, 17.818135 | 10026202580002 | Ladda upp en bild av detta fornminne      |
| Rasbo 260:1                       | Grav- och boplatsområde          |              | Rasbo, Uppland      |       | 59.929070, 17.820282 | 10026202600001 | Ladda upp en bild av detta fornminne      |
| Rasbo 262:1                       | Gravfält                         |              | Rasbo, Uppland      |       | 59.929956, 17.819481 | 10026202620001 | Ladda upp en bild av detta fornminne      |
| Rasbo 263:1                       | Gravfält                         |              | Rasbo, Uppland      |       | 59.930767, 17.818971 | 10026202630001 | Ladda upp en bild av detta fornminne      |
| Rasbo 264:1                       | Stensättning                     |              | Rasbo, Uppland      |       | 59.931087, 17.819788 | 10026202640001 | Ladda upp en bild av detta fornminne      |
| Rasbo 266:1                       | Gravfält                         |              | Rasbo, Uppland      |       | 59.931231, 17.823965 | 10026202660001 | Ladda upp en bild av detta fornminne      |
| Rasbo 269:1                       | Gravfält                         |              | Rasbo, Uppland      |       | 59.932045, 17.820981 | 10026202690001 | Ladda upp en bild av detta fornminne      |
| Rasbo 270:1                       | Stensättning                     |              | Rasbo, Uppland      |       | 59.933197, 17.821100 | 10026202700001 | Ladda upp en bild av detta fornminne      |
| Rasbo 271:1                       | Gravfält                         |              | Rasbo, Uppland      |       | 59.933986, 17.819952 | 10026202710001 | Ladda upp en bild av detta fornminne      |
| Rasbo 272:1                       | Stensättning                     |              | Rasbo, Uppland      |       | 59.934484, 17.822070 | 10026202720001 | Ladda upp en bild av detta fornminne      |
| Rasbo 273:1                       | Gravfält                         |              | Rasbo, Uppland      |       | 59.937085, 17.822421 | 10026202730001 | Ladda upp en bild av detta fornminne      |
| Rasbo 274:1                       | Stensättning                     |              | Rasbo, Uppland      |       | 59.936607, 17.823961 | 10026202740001 | Ladda upp en bild av detta fornminne      |
| Rasbo 274:2                       | Stensättning                     |              | Rasbo, Uppland      |       | 59.936683, 17.824121 | 10026202740002 | Ladda upp en bild av detta fornminne      |
| Rasbo 275:1                       | Röse                             |              | Rasbo, Uppland      |       | 59.935182, 17.822856 | 10026202750001 | Ladda upp en bild av detta fornminne      |
| Rasbo 276:1                       | Gravfält                         |              | Rasbo, Uppland      |       | 59.931747, 17.817523 | 10026202760001 | Ladda upp en bild av detta fornminne      |
| Rasbo 279:1                       | Stensättning                     |              | Rasbo, Uppland      |       | 59.932215, 17.827480 | 10026202790001 | Ladda upp en bild av detta fornminne      |
| Rasbo 279:2                       | Stensättning                     |              | Rasbo, Uppland      |       | 59.932535, 17.827065 | 10026202790002 | Ladda upp en bild av detta fornminne      |
| Klingstenen (Rasbo 280:1)         | Hällristning                     |              | Rasbo, Uppland      |       | 59.939224, 17.833651 | 10026202800001 | Ladda upp en bild av detta fornminne      |
| Rasbo 281:1                       | Gravfält                         |              | Rasbo, Uppland      |       | 59.939074, 17.839610 | 10026202810001 | Ladda upp en bild av detta fornminne      |
| Rasbo 282:1                       | Gravfält                         |              | Rasbo, Uppland      |       | 59.937206, 17.842930 | 10026202820001 | Ladda upp en bild av detta fornminne      |
| Rasbo 283:1                       | Stensättning                     |              | Rasbo, Uppland      |       | 59.937448, 17.841677 | 10026202830001 | Ladda upp en bild av detta fornminne      |
| Rasbo 284:1                       | Gravfält                         |              | Rasbo, Uppland      |       | 59.934091, 17.833331 | 10026202840001 | Ladda upp en bild av detta fornminne      |
| Rasbo 285:1                       | Gravfält                         |              | Rasbo, Uppland      |       | 59.936327, 17.834729 | 10026202850001 | Ladda upp en bild av detta fornminne      |
| Rasbo 286:1                       | Gravfält                         |              | Rasbo, Uppland      |       | 59.935383, 17.836986 | 10026202860001 | Ladda upp en bild av detta fornminne      |
| Rasbo 289:1                       | Gravfält                         |              | Rasbo, Uppland      |       | 59.933058, 17.834926 | 10026202890001 | Ladda upp en bild av detta fornminne      |
| Rasbo 290:1                       | Gravfält                         |              | Rasbo, Uppland      |       | 59.932430, 17.832790 | 10026202900001 | Ladda upp en bild av detta fornminne      |
| Rasbo 292:1                       | Gravfält                         |              | Rasbo, Uppland      |       | 59.932010, 17.830686 | 10026202920001 | Ladda upp en bild av detta fornminne      |
| Rasbo 293:1                       | Hög                              |              | Rasbo, Uppland      |       | 59.932332, 17.830299 | 10026202930001 | Ladda upp en bild av detta fornminne      |
| Rasbo 294:1                       | Stensättning                     |              | Rasbo, Uppland      |       | 59.933489, 17.829546 | 10026202940001 | Ladda upp en bild av detta fornminne      |
| Rasbo 295:1                       | Stensättning                     |              | Rasbo, Uppland      |       | 59.935913, 17.840313 | 10026202950001 | Ladda upp en bild av detta fornminne      |
| Rasbo 299:1                       | Gravfält                         |              | Rasbo, Uppland      |       | 59.931439, 17.844599 | 10026202990001 | Ladda upp en bild av detta fornminne      |
| Rasbo 302:1                       | Stensättning                     |              | Rasbo, Uppland      |       | 59.932218, 17.848823 | 10026203020001 | Ladda upp en bild av detta fornminne      |
| Rasbo 303:1                       | Grav- och boplatsområde          |              | Rasbo, Uppland      |       | 59.933724, 17.839898 | 10026203030001 | Ladda upp en bild av detta fornminne      |
| Rasbo 304:1                       | Gravfält                         |              | Rasbo, Uppland      |       | 59.937868, 17.846477 | 10026203040001 | Ladda upp en bild av detta fornminne      |
| Rasbo 305:2                       | Stensättning                     |              | Rasbo, Uppland      |       | 59.934416, 17.844647 | 10026203050002 | Ladda upp en bild av detta fornminne      |
| Rasbo 306:1                       | Stensättning                     |              | Rasbo, Uppland      |       | 59.948537, 17.852663 | 10026203060001 | Ladda upp en bild av detta fornminne      |
| U 1009 (Rasbo 307:1)              | Runristning                      |              | Rasbo, Uppland      |       | 59.943894, 17.823665 | 10026203070001 | Ladda upp en bild av detta fornminne      |
| Rasbo 308:1                       | Gravfält                         |              | Rasbo, Uppland      |       | 59.945102, 17.823032 | 10026203080001 | Ladda upp en bild av detta fornminne      |
| Rasbo 309:1                       | Stensättning                     |              | Rasbo, Uppland      |       | 59.946448, 17.817889 | 10026203090001 | Ladda upp en bild av detta fornminne      |
| Rasbo 309:2                       | Stensättning                     |              | Rasbo, Uppland      |       | 59.946338, 17.817909 | 10026203090002 | Ladda upp en bild av detta fornminne      |
| Rasbo 309:3                       | Stensättning                     |              | Rasbo, Uppland      |       | 59.946482, 17.818083 | 10026203090003 | Ladda upp en bild av detta fornminne      |
| Rasbo 310:1                       | Gravfält                         |              | Rasbo, Uppland      |       | 59.947191, 17.816598 | 10026203100001 | Ladda upp en bild av detta fornminne      |
| Rasbo 312:1                       | Gravfält                         |              | Rasbo, Uppland      |       | 59.952955, 17.861633 | 10026203120001 | Ladda upp en bild av detta fornminne      |
| Rasbo 313:1                       | Stensättning                     |              | Rasbo, Uppland      |       | 59.952248, 17.850771 | 10026203130001 | Ladda upp en bild av detta fornminne      |
| Vargkullbacken (Rasbo 315:1)      | Gravfält                         |              | Rasbo, Uppland      |       | 59.953518, 17.831885 | 10026203150001 | Ladda upp en bild av detta fornminne      |
| Rasbo 317:1                       | Stensättning                     |              | Rasbo, Uppland      |       | 59.940575, 17.818731 | 10026203170001 | Ladda upp en bild av detta fornminne      |
| Rasbo 318:1                       | Stensättning                     |              | Rasbo, Uppland      |       | 59.939553, 17.814736 | 10026203180001 | Ladda upp en bild av detta fornminne      |
| Rasbo 319:1                       | Gravfält                         |              | Rasbo, Uppland      |       | 59.938360, 17.812621 | 10026203190001 | Ladda upp en bild av detta fornminne      |
| Rasbo 320:1                       | Hög                              |              | Rasbo, Uppland      |       | 59.935547, 17.808801 | 10026203200001 | Ladda upp en bild av detta fornminne      |
| Rasbo 321:1                       | Gravfält                         |              | Rasbo, Uppland      |       | 59.938886, 17.816996 | 10026203210001 | Ladda upp en bild av detta fornminne      |
| Rasbo 322:1                       | Gravfält                         |              | Rasbo, Uppland      |       | 59.938140, 17.817854 | 10026203220001 | Ladda upp en bild av detta fornminne      |
| Rasbo 324:1                       | Gravfält                         |              | Rasbo, Uppland      |       | 59.935091, 17.817754 | 10026203240001 | Ladda upp en bild av detta fornminne      |
| Rasbo 327:1                       | Gravfält                         |              | Rasbo, Uppland      |       | 59.947283, 17.800719 | 10026203270001 | Ladda upp en bild av detta fornminne      |
| Rasbo 328:1                       | Stensättning                     |              | Rasbo, Uppland      |       | 59.948699, 17.788725 | 10026203280001 | Ladda upp en bild av detta fornminne      |
| Rasbo 328:2                       | Stensättning                     |              | Rasbo, Uppland      |       | 59.948737, 17.788913 | 10026203280002 | Ladda upp en bild av detta fornminne      |
| Rasbo 329:1                       | Stensättning                     |              | Rasbo, Uppland      |       | 59.963748, 17.770012 | 10026203290001 | Ladda upp en bild av detta fornminne      |
| Rasbo 329:2                       | Stensättning                     |              | Rasbo, Uppland      |       | 59.964079, 17.769339 | 10026203290002 | Ladda upp en bild av detta fornminne      |
| Rasbo 329:3                       | Stensättning                     |              | Rasbo, Uppland      |       | 59.963644, 17.770338 | 10026203290003 | Ladda upp en bild av detta fornminne      |
| Rasbo 329:4                       | Stensättning                     |              | Rasbo, Uppland      |       | 59.963712, 17.769806 | 10026203290004 | Ladda upp en bild av detta fornminne      |
| Rasbo 330:1                       | Stensättning                     |              | Rasbo, Uppland      |       | 59.965894, 17.772792 | 10026203300001 | Ladda upp en bild av detta fornminne      |
| Rasbo 330:2                       | Stensättning                     |              | Rasbo, Uppland      |       | 59.965862, 17.772056 | 10026203300002 | Ladda upp en bild av detta fornminne      |
| Rasbo 332:1                       | Grav- och boplatsområde          |              | Rasbo, Uppland      |       | 59.962860, 17.768070 | 10026203320001 | Ladda upp en bild av detta fornminne      |
| Rasbo 333:1                       | Hög                              |              | Rasbo, Uppland      |       | 59.961706, 17.770193 | 10026203330001 | Ladda upp en bild av detta fornminne      |
| Rasbo 334:1                       | Stensättning                     |              | Rasbo, Uppland      |       | 59.951886, 17.813756 | 10026203340001 | Ladda upp en bild av detta fornminne      |
| Rasbo 335:1                       | Gravfält                         |              | Rasbo, Uppland      |       | 59.953282, 17.814295 | 10026203350001 | Ladda upp en bild av detta fornminne      |
| Rasbo 336:1                       | Gravfält                         |              | Rasbo, Uppland      |       | 59.952624, 17.815759 | 10026203360001 | Ladda upp en bild av detta fornminne      |
| Rasbo 337:1                       | Gravfält                         |              | Rasbo, Uppland      |       | 59.951922, 17.818138 | 10026203370001 | Ladda upp en bild av detta fornminne      |
| Rasbo 339:1                       | Stensättning                     |              | Rasbo, Uppland      |       | 59.953928, 17.811408 | 10026203390001 | Ladda upp en bild av detta fornminne      |
| Rasbo 340:1                       | Stensättning                     |              | Rasbo, Uppland      |       | 59.955101, 17.807336 | 10026203400001 | Ladda upp en bild av detta fornminne      |
| Rasbo 340:2                       | Stensättning                     |              | Rasbo, Uppland      |       | 59.954992, 17.807444 | 10026203400002 | Ladda upp en bild av detta fornminne      |
| Rasbo 341:1                       | Stensättning                     |              | Rasbo, Uppland      |       | 59.954471, 17.802888 | 10026203410001 | Ladda upp en bild av detta fornminne      |
| Rasbo 342:1                       | Stensättning                     |              | Rasbo, Uppland      |       | 59.955576, 17.802193 | 10026203420001 | Ladda upp en bild av detta fornminne      |
| Rasbo 342:2                       | Stensättning                     |              | Rasbo, Uppland      |       | 59.955282, 17.802233 | 10026203420002 | Ladda upp en bild av detta fornminne      |
| Rasbo 342:3                       | Stensättning                     |              | Rasbo, Uppland      |       | 59.955176, 17.802403 | 10026203420003 | Ladda upp en bild av detta fornminne      |
| Rasbo 343:1                       | Stensättning                     |              | Rasbo, Uppland      |       | 59.952793, 17.801766 | 10026203430001 | Ladda upp en bild av detta fornminne      |
| Rasbo 343:2                       | Stensättning                     |              | Rasbo, Uppland      |       | 59.952972, 17.801456 | 10026203430002 | Ladda upp en bild av detta fornminne      |
| Rasbo 343:3                       | Stensättning                     |              | Rasbo, Uppland      |       | 59.952946, 17.801251 | 10026203430003 | Ladda upp en bild av detta fornminne      |
| Rasbo 343:4                       | Stensättning                     |              | Rasbo, Uppland      |       | 59.953026, 17.801751 | 10026203430004 | Ladda upp en bild av detta fornminne      |
| Rasbo 346:1                       | Gravfält                         |              | Rasbo, Uppland      |       | 59.930718, 17.808781 | 10026203460001 | Ladda upp en bild av detta fornminne      |
| Rasbo 348:1                       | Grav- och boplatsområde          |              | Rasbo, Uppland      |       | 59.929567, 17.811459 | 10026203480001 | Ladda upp en bild av detta fornminne      |
| Rasbo 349:1                       | Gravfält                         |              | Rasbo, Uppland      |       | 59.928714, 17.808538 | 10026203490001 | Ladda upp en bild av detta fornminne      |
| Rasbo 352:1                       | Stensättning                     |              | Rasbo, Uppland      |       | 59.928407, 17.811823 | 10026203520001 | Ladda upp en bild av detta fornminne      |
| Rasbo 353:1                       | Gravfält                         |              | Rasbo, Uppland      |       | 59.930529, 17.806829 | 10026203530001 | Ladda upp en bild av detta fornminne      |
| Rasbo 354:1                       | Gravfält                         |              | Rasbo, Uppland      |       | 59.929610, 17.808382 | 10026203540001 | Ladda upp en bild av detta fornminne      |
| Rasbo 356:1                       | Stensättning                     |              | Rasbo, Uppland      |       | 59.927226, 17.808406 | 10026203560001 | Ladda upp en bild av detta fornminne      |
| Rasbo 357:1                       | Stensättning                     |              | Rasbo, Uppland      |       | 59.926424, 17.810400 | 10026203570001 | Ladda upp en bild av detta fornminne      |
| Rasbo 357:2                       | Stensättning                     |              | Rasbo, Uppland      |       | 59.926555, 17.810652 | 10026203570002 | Ladda upp en bild av detta fornminne      |
| Rasbo 357:3                       | Stensättning                     |              | Rasbo, Uppland      |       | 59.926604, 17.810758 | 10026203570003 | Ladda upp en bild av detta fornminne      |
| Rasbo 359:1                       | Stensättning                     |              | Rasbo, Uppland      |       | 59.924983, 17.812633 | 10026203590001 | Ladda upp en bild av detta fornminne      |
| Rasbo 360:1                       | Stensättning                     |              | Rasbo, Uppland      |       | 59.926470, 17.814548 | 10026203600001 | Ladda upp en bild av detta fornminne      |
| Rasbo 360:2                       | Stensättning                     |              | Rasbo, Uppland      |       | 59.926416, 17.813945 | 10026203600002 | Ladda upp en bild av detta fornminne      |
| Rasbo 360:3                       | Stensättning                     |              | Rasbo, Uppland      |       | 59.926497, 17.813717 | 10026203600003 | Ladda upp en bild av detta fornminne      |
| Rasbo 361:1                       | Stensättning                     |              | Rasbo, Uppland      |       | 59.922544, 17.823116 | 10026203610001 | Ladda upp en bild av detta fornminne      |
| Rasbo 361:2                       | Stensättning                     |              | Rasbo, Uppland      |       | 59.922708, 17.823685 | 10026203610002 | Ladda upp en bild av detta fornminne      |
| Rasbo 362:1                       | Stensättning                     |              | Rasbo, Uppland      |       | 59.957293, 17.794819 | 10026203620001 | Ladda upp en bild av detta fornminne      |
| Rasbo 365:1                       | Stensättning                     |              | Rasbo, Uppland      |       | 59.953417, 17.802599 | 10026203650001 | Ladda upp en bild av detta fornminne      |
| Rasbo 365:2                       | Stensättning                     |              | Rasbo, Uppland      |       | 59.953371, 17.802854 | 10026203650002 | Ladda upp en bild av detta fornminne      |
| Rasbo 365:3                       | Stensättning                     |              | Rasbo, Uppland      |       | 59.953293, 17.802947 | 10026203650003 | Ladda upp en bild av detta fornminne      |
| Rasbo 366:1                       | Stensättning                     |              | Rasbo, Uppland      |       | 59.952699, 17.807013 | 10026203660001 | Ladda upp en bild av detta fornminne      |
| Rasbo 366:2                       | Stensättning                     |              | Rasbo, Uppland      |       | 59.952709, 17.806781 | 10026203660002 | Ladda upp en bild av detta fornminne      |
| Rasbo 367:1                       | Gravfält                         |              | Rasbo, Uppland      |       | 59.956271, 17.835581 | 10026203670001 | Ladda upp en bild av detta fornminne      |
| Rasbo 368:1                       | Gravfält                         |              | Rasbo, Uppland      |       | 59.957066, 17.832886 | 10026203680001 | Ladda upp en bild av detta fornminne      |
| Rasbo 369:1                       | Hög                              |              | Rasbo, Uppland      |       | 59.954995, 17.822912 | 10026203690001 | Ladda upp en bild av detta fornminne      |
| Rasbo 369:2                       | Stensättning                     |              | Rasbo, Uppland      |       | 59.955181, 17.822801 | 10026203690002 | Ladda upp en bild av detta fornminne      |
| Rasbo 371:1                       | Stensättning                     |              | Rasbo, Uppland      |       | 59.959679, 17.832850 | 10026203710001 | Ladda upp en bild av detta fornminne      |
| Rasbo 372:1                       | Stensättning                     |              | Rasbo, Uppland      |       | 59.958809, 17.838671 | 10026203720001 | Ladda upp en bild av detta fornminne      |
| Rasbo 379:1                       | Stensättning                     |              | Rasbo, Uppland      |       | 59.954253, 17.852257 | 10026203790001 | Ladda upp en bild av detta fornminne      |
| Rasbo 381:1                       | Hög                              |              | Rasbo, Uppland      |       | 59.956360, 17.852026 | 10026203810001 | Ladda upp en bild av detta fornminne      |
| Parken (Rasbo 389:1)              | Bildristning                     |              | Rasbo, Uppland      |       | 59.902658, 17.858234 | 10026203890001 | Ladda upp en bild av detta fornminne      |
| U 1003 (Rasbo 389:2)              | Runristning                      |              | Rasbo, Uppland      |       | 59.902758, 17.858168 | 10026203890002 | Ladda upp en bild av detta fornminne      |
| U 1003 fragment (Rasbo 389:3)     | Runristning                      |              | Rasbo, Uppland      |       | 59.902792, 17.858013 | 10026203890003 | Ladda upp en bild av detta fornminne      |
| Rasbo 394:1                       | Stensättning                     |              | Rasbo, Uppland      |       | 59.894266, 17.852872 | 10026203940001 | Ladda upp en bild av detta fornminne      |
| Rasbo 396:1                       | Stensättning                     |              | Rasbo, Uppland      |       | 59.894307, 17.884865 | 10026203960001 | Ladda upp en bild av detta fornminne      |
| Rasbo 397:1                       | Gravfält                         |              | Rasbo, Uppland      |       | 59.908331, 17.879408 | 10026203970001 | Ladda upp en bild av detta fornminne      |
| Rasbo 398:1                       | Stensättning                     |              | Rasbo, Uppland      |       | 59.917379, 17.867434 | 10026203980001 | Ladda upp en bild av detta fornminne      |
| Rasbo 399:1                       | Gravfält                         |              | Rasbo, Uppland      |       | 59.904683, 17.895665 | 10026203990001 | Ladda upp en bild av detta fornminne      |
| Rasbo 400:1                       | Stensättning                     |              | Rasbo, Uppland      |       | 59.900644, 17.892133 | 10026204000001 | Ladda upp en bild av detta fornminne      |
| Rasbo 401:1                       | Stensättning                     |              | Rasbo, Uppland      |       | 59.974555, 17.904870 | 10026204010001 | Ladda upp en bild av detta fornminne      |
| Rasbo 401:2                       | Stensättning                     |              | Rasbo, Uppland      |       | 59.974632, 17.904469 | 10026204010002 | Ladda upp en bild av detta fornminne      |
| Rasbo 404:1                       | Röse                             |              | Rasbo, Uppland      |       | 59.976324, 17.909455 | 10026204040001 | Ladda upp en bild av detta fornminne      |
| Rasbo 404:2                       | Stensättning                     |              | Rasbo, Uppland      |       | 59.976230, 17.909654 | 10026204040002 | Ladda upp en bild av detta fornminne      |
| Rasbo 404:3                       | Röse                             |              | Rasbo, Uppland      |       | 59.976080, 17.909697 | 10026204040003 | Ladda upp en bild av detta fornminne      |
| Rasbo 405:1                       | Stensättning                     |              | Rasbo, Uppland      |       | 59.977051, 17.909369 | 10026204050001 | Ladda upp en bild av detta fornminne      |
| Rasbo 410:1                       | Röse                             |              | Rasbo, Uppland      |       | 59.973693, 17.936480 | 10026204100001 | Ladda upp en bild av detta fornminne      |
| Rasbo 411:1                       | Stensättning                     |              | Rasbo, Uppland      |       | 59.930160, 17.863121 | 10026204110001 | Ladda upp en bild av detta fornminne      |
| Rasbo 413:1                       | Grav- och boplatsområde          |              | Rasbo, Uppland      |       | 59.928150, 17.864741 | 10026204130001 | Ladda upp en bild av detta fornminne      |
| Rasbo 414:1                       | Stensättning                     |              | Rasbo, Uppland      |       | 59.926771, 17.864038 | 10026204140001 | Ladda upp en bild av detta fornminne      |
| Rasbo 415:1                       | Grav- och boplatsområde          |              | Rasbo, Uppland      |       | 59.926696, 17.861981 | 10026204150001 | Ladda upp en bild av detta fornminne      |
| Rasbo 416:1                       | Gravfält                         |              | Rasbo, Uppland      |       | 59.928938, 17.867323 | 10026204160001 | Ladda upp en bild av detta fornminne      |
| Rasbo 419:3                       | Stensättning                     |              | Rasbo, Uppland      |       | 59.926806, 17.869330 | 10026204190003 | Ladda upp en bild av detta fornminne      |
| Rasbo 420:1                       | Grav- och boplatsområde          |              | Rasbo, Uppland      |       | 59.926399, 17.866865 | 10026204200001 | Ladda upp en bild av detta fornminne      |
| Rasbo 423:1                       | Röse                             |              | Rasbo, Uppland      |       | 59.930723, 17.871847 | 10026204230001 | Ladda upp en bild av detta fornminne      |
| Rasbo 424:1                       | Gravfält                         |              | Rasbo, Uppland      |       | 59.930321, 17.875396 | 10026204240001 | Ladda upp en bild av detta fornminne      |
| Rasbo 425:1                       | Stensättning                     |              | Rasbo, Uppland      |       | 59.929802, 17.878158 | 10026204250001 | Ladda upp en bild av detta fornminne      |
| Rasbo 425:3                       | Stensättning                     |              | Rasbo, Uppland      |       | 59.930165, 17.878577 | 10026204250003 | Ladda upp en bild av detta fornminne      |
| Rasbo 426:1                       | Gravfält                         |              | Rasbo, Uppland      |       | 59.921288, 17.872791 | 10026204260001 | Ladda upp en bild av detta fornminne      |
| Rasbo 427:1                       | Gravfält                         |              | Rasbo, Uppland      |       | 59.920715, 17.878254 | 10026204270001 | Ladda upp en bild av detta fornminne      |
| Rasbo 428:1                       | Gravfält                         |              | Rasbo, Uppland      |       | 59.924044, 17.889675 | 10026204280001 | Ladda upp en till bild av detta fornminne |
| Rasbo 429:1                       | Stensättning                     |              | Rasbo, Uppland      |       | 59.923843, 17.886883 | 10026204290001 | Ladda upp en bild av detta fornminne      |
| Rasbo 430:1                       | Gravfält                         |              | Rasbo, Uppland      |       | 59.927536, 17.888653 | 10026204300001 | Ladda upp en bild av detta fornminne      |
| Rasbo 431:1                       | Gravfält                         |              | Rasbo, Uppland      |       | 59.928312, 17.891928 | 10026204310001 | Ladda upp en bild av detta fornminne      |
| Rasbo 432:1                       | Gravfält                         |              | Rasbo, Uppland      |       | 59.928698, 17.894142 | 10026204320001 | Ladda upp en bild av detta fornminne      |
| Rasbo 434:1                       | Stensättning                     |              | Rasbo, Uppland      |       | 59.921432, 17.888021 | 10026204340001 | Ladda upp en bild av detta fornminne      |
| Rasbo 434:2                       | Hög                              |              | Rasbo, Uppland      |       | 59.921337, 17.888038 | 10026204340002 | Ladda upp en bild av detta fornminne      |
| Rasbo 434:3                       | Hög                              |              | Rasbo, Uppland      |       | 59.921252, 17.888031 | 10026204340003 | Ladda upp en bild av detta fornminne      |
| Rasbo 434:4                       | Stensättning                     |              | Rasbo, Uppland      |       | 59.921016, 17.888013 | 10026204340004 | Ladda upp en bild av detta fornminne      |
| Rasbo 435:1                       | Gravfält                         |              | Rasbo, Uppland      |       | 59.921946, 17.889980 | 10026204350001 | Ladda upp en bild av detta fornminne      |
| Göksbols gamla tomt (Rasbo 436:1) | Gravfält                         |              | Rasbo, Uppland      |       | 59.920180, 17.892261 | 10026204360001 | Ladda upp en bild av detta fornminne      |
| Rasbo 437:1                       | Stensättning                     |              | Rasbo, Uppland      |       | 59.919699, 17.901875 | 10026204370001 | Ladda upp en bild av detta fornminne      |
| Rasbo 438:1                       | Stensättning                     |              | Rasbo, Uppland      |       | 59.915411, 17.902792 | 10026204380001 | Ladda upp en till bild av detta fornminne |
| Rasbo 440:1                       | Gravfält                         |              | Rasbo, Uppland      |       | 59.909768, 17.897674 | 10026204400001 | Ladda upp en bild av detta fornminne      |
| Rasbo 441:1                       | Gravfält                         |              | Rasbo, Uppland      |       | 59.909143, 17.893944 | 10026204410001 | Ladda upp en bild av detta fornminne      |
| Rasbo 442:1                       | Gravfält                         |              | Rasbo, Uppland      |       | 59.908927, 17.892441 | 10026204420001 | Ladda upp en bild av detta fornminne      |
| Rasbo 443:1                       | Gravfält                         |              | Rasbo, Uppland      |       | 59.911377, 17.884484 | 10026204430001 | Ladda upp en bild av detta fornminne      |
| Rasbo 444:1                       | Gravfält                         |              | Rasbo, Uppland      |       | 59.912381, 17.875610 | 10026204440001 | Ladda upp en bild av detta fornminne      |
| Rasbo 445:1                       | Stensättning                     |              | Rasbo, Uppland      |       | 59.914706, 17.873589 | 10026204450001 | Ladda upp en bild av detta fornminne      |
| Rasbo 446:1                       | Gravfält                         |              | Rasbo, Uppland      |       | 59.915387, 17.870587 | 10026204460001 | Ladda upp en bild av detta fornminne      |
| Rasbo 447:1                       | Gravfält                         |              | Rasbo, Uppland      |       | 59.900845, 17.896734 | 10026204470001 | Ladda upp en bild av detta fornminne      |
| Rasbo 448:1                       | Hög                              |              | Rasbo, Uppland      |       | 59.903197, 17.901990 | 10026204480001 | Ladda upp en bild av detta fornminne      |
| Rasbo 448:2                       | Stensättning                     |              | Rasbo, Uppland      |       | 59.902855, 17.902065 | 10026204480002 | Ladda upp en bild av detta fornminne      |
| Rasbo 449:1                       | Hög                              |              | Rasbo, Uppland      |       | 59.904642, 17.900790 | 10026204490001 | Ladda upp en bild av detta fornminne      |
| Rasbo 449:2                       | Stensättning                     |              | Rasbo, Uppland      |       | 59.904771, 17.900807 | 10026204490002 | Ladda upp en bild av detta fornminne      |
| Rasbo 450:1                       | Stensättning                     |              | Rasbo, Uppland      |       | 59.903513, 17.898299 | 10026204500001 | Ladda upp en bild av detta fornminne      |
| Rasbo 451:1                       | Gravfält                         |              | Rasbo, Uppland      |       | 59.902902, 17.897992 | 10026204510001 | Ladda upp en bild av detta fornminne      |
| U 1007 (Rasbo 451:2)              | Runristning                      |              | Rasbo, Uppland      |       | 59.902902, 17.897972 | 10026204510002 | Ladda upp en bild av detta fornminne      |
| Rasbo 452:1                       | Hög                              |              | Rasbo, Uppland      |       | 59.904715, 17.889860 | 10026204520001 | Ladda upp en bild av detta fornminne      |
| Rasbo 453:1                       | Röse                             |              | Rasbo, Uppland      |       | 59.895382, 17.889518 | 10026204530001 | Ladda upp en bild av detta fornminne      |
| Rasbo 453:2                       | Stensättning                     |              | Rasbo, Uppland      |       | 59.895208, 17.889594 | 10026204530002 | Ladda upp en bild av detta fornminne      |
| Storbacken (Rasbo 454:1)          | Fornborg                         |              | Rasbo, Uppland      |       | 59.940138, 17.977085 | 10026204540001 | Ladda upp en bild av detta fornminne      |
| Rasbo 456:1                       | Röse                             |              | Rasbo, Uppland      |       | 59.925144, 17.972106 | 10026204560001 | Ladda upp en bild av detta fornminne      |
| Rasbo 458:1                       | Röse                             |              | Rasbo, Uppland      |       | 59.973691, 17.905800 | 10026204580001 | Ladda upp en bild av detta fornminne      |
| Rasbo 459:1                       | Röse                             |              | Rasbo, Uppland      |       | 59.972620, 17.908187 | 10026204590001 | Ladda upp en bild av detta fornminne      |
| Rasbo 460:1                       | Stensättning                     |              | Rasbo, Uppland      |       | 59.973256, 17.904378 | 10026204600001 | Ladda upp en bild av detta fornminne      |
| Rasbo 461:1                       | Röse                             |              | Rasbo, Uppland      |       | 59.898022, 17.910117 | 10026204610001 | Ladda upp en bild av detta fornminne      |
| Rasbo 462:1                       | Gravfält                         |              | Rasbo, Uppland      |       | 59.918044, 17.919287 | 10026204620001 | Ladda upp en bild av detta fornminne      |
| Rasbo 463:1                       | Gravfält                         |              | Rasbo, Uppland      |       | 59.917202, 17.920336 | 10026204630001 | Ladda upp en bild av detta fornminne      |
| Rasbo 465:1                       | Gravfält                         |              | Rasbo, Uppland      |       | 59.914383, 17.919820 | 10026204650001 | Ladda upp en bild av detta fornminne      |
| Rasbo 467:1                       | Stensättning                     |              | Rasbo, Uppland      |       | 59.956104, 17.900895 | 10026204670001 | Ladda upp en bild av detta fornminne      |
| Rasbo 473:1                       | Stensättning                     |              | Rasbo, Uppland      |       | 59.965937, 17.920581 | 10026204730001 | Ladda upp en bild av detta fornminne      |
| Rasbo 473:2                       | Stensättning                     |              | Rasbo, Uppland      |       | 59.966078, 17.920538 | 10026204730002 | Ladda upp en bild av detta fornminne      |
| Rasbo 474:1                       | Grav- och boplatsområde          |              | Rasbo, Uppland      |       | 59.965538, 17.920360 | 10026204740001 | Ladda upp en bild av detta fornminne      |
| Rasbo 476:2                       | Gravhägnad                       |              | Rasbo, Uppland      |       | 59.972543, 17.902672 | 10026204760002 | Ladda upp en bild av detta fornminne      |
| Rasbo 477:1                       | Hög                              |              | Rasbo, Uppland      |       | 59.966696, 17.931394 | 10026204770001 | Ladda upp en bild av detta fornminne      |
| Rasbo 479:1                       | Stensättning                     |              | Rasbo, Uppland      |       | 59.942879, 17.927896 | 10026204790001 | Ladda upp en bild av detta fornminne      |
| Rasbo 481:1                       | Stensättning                     |              | Rasbo, Uppland      |       | 59.936923, 17.933700 | 10026204810001 | Ladda upp en bild av detta fornminne      |
| Rasbo 483:1                       | Stensättning                     |              | Rasbo, Uppland      |       | 59.934529, 17.890648 | 10026204830001 | Ladda upp en bild av detta fornminne      |
| Rasbo 484:1                       | Stensättning                     |              | Rasbo, Uppland      |       | 59.935231, 17.888808 | 10026204840001 | Ladda upp en bild av detta fornminne      |
| Rasbo 484:2                       | Stensättning                     |              | Rasbo, Uppland      |       | 59.935122, 17.889019 | 10026204840002 | Ladda upp en bild av detta fornminne      |
| Rasbo 484:3                       | Stensättning                     |              | Rasbo, Uppland      |       | 59.935297, 17.889416 | 10026204840003 | Ladda upp en bild av detta fornminne      |
| Rasbo 484:4                       | Stensättning                     |              | Rasbo, Uppland      |       | 59.935203, 17.889593 | 10026204840004 | Ladda upp en bild av detta fornminne      |
| Rasbo 487:1                       | Stensättning                     |              | Rasbo, Uppland      |       | 59.941213, 17.888975 | 10026204870001 | Ladda upp en bild av detta fornminne      |
| Rasbo 488:1                       | Stensättning                     |              | Rasbo, Uppland      |       | 59.941243, 17.901471 | 10026204880001 | Ladda upp en bild av detta fornminne      |
| Rasbo 488:2                       | Stensättning                     |              | Rasbo, Uppland      |       | 59.941437, 17.901246 | 10026204880002 | Ladda upp en bild av detta fornminne      |
| Rasbo 488:3                       | Stensättning                     |              | Rasbo, Uppland      |       | 59.941516, 17.901148 | 10026204880003 | Ladda upp en bild av detta fornminne      |
| Rasbo 489:1                       | Stensättning                     |              | Rasbo, Uppland      |       | 59.945973, 17.897120 | 10026204890001 | Ladda upp en bild av detta fornminne      |
| Rasbo 490:1                       | Fornborg                         |              | Rasbo, Uppland      |       | 59.946551, 17.894168 | 10026204900001 | Ladda upp en bild av detta fornminne      |
| Rasbo 493:1                       | Gravfält                         |              | Rasbo, Uppland      |       | 59.930731, 17.867489 | 10026204930001 | Ladda upp en bild av detta fornminne      |
| Rasbo 494:1                       | Stensättning                     |              | Rasbo, Uppland      |       | 59.923517, 17.872263 | 10026204940001 | Ladda upp en bild av detta fornminne      |
| Rasbo 495:1                       | Stensättning                     |              | Rasbo, Uppland      |       | 59.918738, 17.918737 | 10026204950001 | Ladda upp en bild av detta fornminne      |
| Rasbo 504:1                       | Stensättning                     |              | Rasbo, Uppland      |       | 59.956291, 17.830911 | 10026205040001 | Ladda upp en bild av detta fornminne      |
| Rasbo 505:1                       | Gravfält                         |              | Rasbo, Uppland      |       | 59.955892, 17.829321 | 10026205050001 | Ladda upp en bild av detta fornminne      |
| Rasbo 506:1                       | Stensättning                     |              | Rasbo, Uppland      |       | 59.955641, 17.830165 | 10026205060001 | Ladda upp en bild av detta fornminne      |
| Rasbo 518:1                       | Stensättning                     |              | Rasbo, Uppland      |       | 59.954530, 17.825876 | 10026205180001 | Ladda upp en bild av detta fornminne      |
| Rasbo 535:1                       | Stensättning                     |              | Rasbo, Uppland      |       | 59.927657, 17.975475 | 10026205350001 | Ladda upp en till bild av detta fornminne |
| Rasbo 536:1                       | Lägenhetsbebyggelse              |              | Rasbo, Uppland      |       | 59.552919, 17.581747 | 10026205360001 | Ladda upp en till bild av detta fornminne |
| Rasbo 538:1                       | Stensättning                     |              | Rasbo, Uppland      |       | 59.931932, 17.841993 | 10026205380001 | Ladda upp en bild av detta fornminne      |
| Rasbo 538:2                       | Stensättning                     |              | Rasbo, Uppland      |       | 59.931992, 17.841902 | 10026205380002 | Ladda upp en bild av detta fornminne      |
| Rasbo 543:1                       | Stensättning                     |              | Rasbo, Uppland      |       | 59.951931, 17.816455 | 10026205430001 | Ladda upp en bild av detta fornminne      |
| Rasbo 544:3                       | Stensättning                     |              | Rasbo, Uppland      |       | 59.948158, 17.796447 | 10026205440003 | Ladda upp en bild av detta fornminne      |
| Rasbo 544:4                       | Stensättning                     |              | Rasbo, Uppland      |       | 59.948261, 17.796860 | 10026205440004 | Ladda upp en bild av detta fornminne      |
| Rasbo 544:5                       | Stensättning                     |              | Rasbo, Uppland      |       | 59.948339, 17.797553 | 10026205440005 | Ladda upp en bild av detta fornminne      |
| Rasbo 547:1                       | Stensättning                     |              | Rasbo, Uppland      |       | 59.942345, 17.806234 | 10026205470001 | Ladda upp en bild av detta fornminne      |
| Rasbo 548:1                       | Stensättning                     |              | Rasbo, Uppland      |       | 59.940266, 17.814910 | 10026205480001 | Ladda upp en bild av detta fornminne      |
| Rasbo 552:1                       | Stensättning                     |              | Rasbo, Uppland      |       | 59.916706, 17.867354 | 10026205520001 | Ladda upp en bild av detta fornminne      |
| Rasbo 553:1                       | Gravfält                         |              | Rasbo, Uppland      |       | 59.937488, 17.805494 | 10026205530001 | Ladda upp en bild av detta fornminne      |
| Rasbo 564:1                       | Gravfält                         |              | Rasbo, Uppland      |       | 59.929821, 17.817203 | 10026205640001 | Ladda upp en bild av detta fornminne      |
| Rasbo 565:1                       | Stensättning                     |              | Rasbo, Uppland      |       | 59.910189, 17.826340 | 10026205650001 | Ladda upp en bild av detta fornminne      |
| Rasbo 566:1                       | Stensättning                     |              | Rasbo, Uppland      |       | 59.924665, 17.873574 | 10026205660001 | Ladda upp en bild av detta fornminne      |
| Rasbo 567:2                       | Stensättning                     |              | Rasbo, Uppland      |       | 59.917906, 17.833256 | 10026205670002 | Ladda upp en bild av detta fornminne      |
| Rasbo 568:1                       | Gravfält                         |              | Rasbo, Uppland      |       | 59.915214, 17.917592 | 10026205680001 | Ladda upp en bild av detta fornminne      |
| Rasbo 580:1                       | Stensättning                     |              | Rasbo, Uppland      |       | 59.941930, 17.900604 | 10026205800001 | Ladda upp en bild av detta fornminne      |
| Rasbo 598:1                       | Gravfält                         |              | Rasbo, Uppland      |       | 59.921693, 17.884203 | 10026205980001 | Ladda upp en bild av detta fornminne      |
| Rasbo 599:1                       | Husgrund, förhistorisk/medeltida |              | Rasbo, Uppland      |       | 59.881037, 17.870620 | 10026205990001 | Ladda upp en bild av detta fornminne      |
| Rasbo 601:1                       | Stensättning                     |              | Rasbo, Uppland      |       | 59.908774, 17.832843 | 10026206010001 | Ladda upp en bild av detta fornminne      |
| Rasbo 601:2                       | Stensättning                     |              | Rasbo, Uppland      |       | 59.908881, 17.833083 | 10026206010002 | Ladda upp en bild av detta fornminne      |
| Rasbo 602:1                       | Grav- och boplatsområde          |              | Rasbo, Uppland      |       | 59.908369, 17.834055 | 10026206020001 | Ladda upp en bild av detta fornminne      |
| Rasbo 603:1                       | Stensättning                     |              | Rasbo, Uppland      |       | 59.908185, 17.835692 | 10026206030001 | Ladda upp en bild av detta fornminne      |
| Rasbo 610:1                       | Hög                              |              | Rasbo, Uppland      |       | 59.904075, 17.900866 | 10026206100001 | Ladda upp en bild av detta fornminne      |
| Rasbo 612:1                       | Stensättning                     |              | Rasbo, Uppland      |       | 59.940618, 17.931984 | 10026206120001 | Ladda upp en bild av detta fornminne      |
| Rasbo 615:1                       | Stensättning                     |              | Rasbo, Uppland      |       | 59.946224, 17.896639 | 10026206150001 | Ladda upp en bild av detta fornminne      |
| Rasbo 616:1                       | Stensättning                     |              | Rasbo, Uppland      |       | 59.935798, 17.847501 | 10026206160001 | Ladda upp en bild av detta fornminne      |
| Rasbo 637:1                       | Stensättning                     |              | Rasbo, Uppland      |       | 59.966480, 17.918992 | 10026206370001 | Ladda upp en bild av detta fornminne      |
| Rasbo 648                         | Stensättning                     |              | Rasbo, Uppland      |       | 59.925583, 17.782044 | 12000000090951 | Ladda upp en bild av detta fornminne      |
| Rasbo 649                         | Hällristning                     |              | Rasbo, Uppland      |       | 59.934521, 17.818562 | 12000000100000 | Ladda upp en bild av detta fornminne      |
| Rasbo 650                         | Hällristning                     |              | Rasbo, Uppland      |       | 59.936838, 17.822002 | 12000000100002 | Ladda upp en bild av detta fornminne      |
| Rasbo 651                         | Hällristning                     |              | Rasbo, Uppland      |       | 59.933373, 17.815693 | 12000000100004 | Ladda upp en bild av detta fornminne      |
| Rasbo 652                         | Hällristning                     |              | Rasbo, Uppland      |       | 59.935108, 17.818214 | 12000000100008 | Ladda upp en bild av detta fornminne      |
| Rasbo 653                         | Hällristning                     |              | Rasbo, Uppland      |       | 59.951524, 17.865702 | 12000000100015 | Ladda upp en bild av detta fornminne      |
| Rasbo 654                         | Hällristning                     |              | Rasbo, Uppland      |       | 59.950259, 17.866159 | 12000000100017 | Ladda upp en bild av detta fornminne      |
| Rasbo 656                         | Hällristning                     |              | Rasbo, Uppland      |       | 59.937072, 17.828413 | 12000000100020 | Ladda upp en bild av detta fornminne      |
| Rasbo 657                         | Hällristning                     |              | Rasbo, Uppland      |       | 59.951485, 17.863921 | 12000000100022 | Ladda upp en bild av detta fornminne      |
| Rasbo 659                         | Gravfält                         |              | Rasbo, Uppland      |       | 59.966378, 17.911476 | 12000000103906 | Ladda upp en bild av detta fornminne      |
| Rasbo 666                         | Husgrund, förhistorisk/medeltida |              | Rasbo, Uppland      |       | 59.953965, 17.876916 | 12000000104983 | Ladda upp en bild av detta fornminne      |
| Rasbo 669                         | Grav- och boplatsområde          |              | Rasbo, Uppland      |       | 59.950790, 17.866946 | 12000000105914 | Ladda upp en bild av detta fornminne      |
| Rasbo 671                         | Stensättning                     |              | Rasbo, Uppland      |       | 59.969029, 17.929254 | 12000000106940 | Ladda upp en bild av detta fornminne      |
| Rasbo 672                         | Stensättning                     |              | Rasbo, Uppland      |       | 59.968847, 17.929379 | 12000000106941 | Ladda upp en bild av detta fornminne      |
| Rasbo 673                         | Stensättning                     |              | Rasbo, Uppland      |       | 59.969159, 17.929304 | 12000000106942 | Ladda upp en bild av detta fornminne      |
| Rasbo 674                         | Stensättning                     |              | Rasbo, Uppland      |       | 59.959237, 17.887696 | 12000000109501 | Ladda upp en bild av detta fornminne      |
| Rasbo 677                         | Röse                             |              | Rasbo, Uppland      |       | 59.974693, 17.923688 | 12000000109744 | Ladda upp en bild av detta fornminne      |
| Rasbo 680                         | Färdväg                          |              | Rasbo, Uppland      |       | 59.562093, 17.584137 | 12000000113589 | Ladda upp en till bild av detta fornminne |
| Rasbo 681                         | Stensättning                     |              | Rasbo, Uppland      |       | 59.939187, 17.978556 | 12000000113595 | Ladda upp en till bild av detta fornminne |
| Rasbo 682                         | Hällristning                     |              | Rasbo, Uppland      |       | 59.947762, 17.858934 | 12000000115590 | Ladda upp en bild av detta fornminne      |
| Rasbo 683                         | Hällristning                     |              | Rasbo, Uppland      |       | 59.947860, 17.858118 | 12000000115593 | Ladda upp en bild av detta fornminne      |
| Rasbo 684                         | Hällristning                     |              | Rasbo, Uppland      |       | 59.947905, 17.858140 | 12000000115595 | Ladda upp en bild av detta fornminne      |
| Rasbo 685                         | Hällristning                     |              | Rasbo, Uppland      |       | 59.947749, 17.858288 | 12000000115597 | Ladda upp en bild av detta fornminne      |
| Rasbo 686                         | Hällristning                     |              | Rasbo, Uppland      |       | 59.947977, 17.858558 | 12000000115599 | Ladda upp en bild av detta fornminne      |
| Rasbo 687                         | Hällristning                     |              | Rasbo, Uppland      |       | 59.947882, 17.858765 | 12000000115601 | Ladda upp en bild av detta fornminne      |
| Rasbo 688                         | Hällristning                     |              | Rasbo, Uppland      |       | 59.947807, 17.858902 | 12000000115603 | Ladda upp en bild av detta fornminne      |
| Rasbo 691                         | Stensättning                     |              | Rasbo, Uppland      |       | 59.901020, 17.911738 | 12000000115933 | Ladda upp en bild av detta fornminne      |
| Rasbo 694                         | Hällristning                     |              | Rasbo, Uppland      |       | 59.951162, 17.867592 | 12000000118393 | Ladda upp en bild av detta fornminne      |
| Rasbo 695                         | Hällristning                     |              | Rasbo, Uppland      |       | 59.951504, 17.867542 | 12000000118395 | Ladda upp en bild av detta fornminne      |
| Rasbo 696                         | Hällristning                     |              | Rasbo, Uppland      |       | 59.951161, 17.868219 | 12000000118397 | Ladda upp en bild av detta fornminne      |
| Rasbo 697                         | Hällristning                     |              | Rasbo, Uppland      |       | 59.950611, 17.866681 | 12000000118399 | Ladda upp en bild av detta fornminne      |
| Rasbo 698                         | Hällristning                     |              | Rasbo, Uppland      |       | 59.935918, 17.817478 | 12000000118401 | Ladda upp en bild av detta fornminne      |
| Rasbo 699                         | Hällristning                     |              | Rasbo, Uppland      |       | 59.936139, 17.818923 | 12000000118403 | Ladda upp en bild av detta fornminne      |
| Rasbo 700                         | Hällristning                     |              | Rasbo, Uppland      |       | 59.936306, 17.818558 | 12000000118405 | Ladda upp en bild av detta fornminne      |
| Rasbo 701                         | Hällristning                     |              | Rasbo, Uppland      |       | 59.936459, 17.817905 | 12000000118407 | Ladda upp en bild av detta fornminne      |
| Rasbo 702                         | Stensättning                     |              | Rasbo, Uppland      |       | 59.976370, 17.796525 | 12000000120063 | Ladda upp en bild av detta fornminne      |
| Rasbo 703                         | Stensättning                     |              | Rasbo, Uppland      |       | 59.976446, 17.796892 | 12000000120064 | Ladda upp en bild av detta fornminne      |
| Källtorpet (Rasbo 706)            | Lägenhetsbebyggelse              |              | Rasbo, Uppland      |       | 59.891336, 17.901151 | 12000000126667 | Ladda upp en bild av detta fornminne      |